# Oxeoschistus hilara
Oxeoschistus hilara är en fjärilsart som beskrevs av Bates 1865. Oxeoschistus hilara ingår i släktet Oxeoschistus och familjen praktfjärilar. Inga underarter finns listade i Catalogue of Life.